# Håkan Lundberg (borgmästare)
Håkan Lundberg, född 26 oktober 1795 i Åhus socken, Kristianstads län, död 5 maj 1849 i Helsingborg, var en svensk borgmästare.
Lundberg växte upp i Helsingborg, där fadern blivit sjötullsvaktmästare. Han blev student vid Lunds universitet 1815, disputerade pro exercitio, avlade kameralexamen 1816 och hovrättsexamen 1817. Han blev auskultant i Göta hovrätt samma år, tillförordnad häradshövding i Västra och Östra Göinge häraders domsaga 1810, vice kämnärspreses och stadsnotarie i Helsingborgs stad samma år, kämnärspreses 1824, rådman 1832 och borgmästare samma år. Han blev bankorevisor i Stockholm 1835 och diskontrevisor i Malmö 1840.